# هیدروژنه‌کردن نامتقارن نویوری
در شیمی، هیدروژنه‌کردن نامتقارن نویوری یا هیدروژناسیون نامتقارن نویوری (به انگلیسی: Noyori asymmetric hydrogenation) به روشی برای کاهش انتخابی کتون‌ها و گروه‌های عاملی مرتبط اشاره می‌کند. این روش توسط ریوجی نویوریدر سال ۲۰۰۱ معرفی شد. وی بخاطر مشارکت در تحقیق و مطالعه پیرامون هیدروژنه‌کردن نامتقارن به صورت مشترک جایزه نوبل شیمی را دریافت نمود. این روش هیدروژنه‌کردن در تولید چندین دارو مانند لووفلوکساسین، آنتی‌بیوتیک کارباپنم و عامل ضدروان‌پریشی BMS181100 استفاده می‌شود.

## کاربردهای صنعتی
کاتالیزورهای الهام گرفته شده از هیدروژنه‌کردن نویوری برای سنتز تجاری تعدادی از مواد شیمیایی با اهمیت استفاده شده‌است. (R)-۲،۱-پروپان‌دی‌ال، پیش ساز ضدباکتری لووفلوکساسین، می‌تواند به‌طور مؤثری از هیدروکسی‌استون با استفاده از هیدروژنه‌کردن نامتقارن نویوری سنتز شود:
مسیرهای جدیدتر بر هیدروژنه‌کردن (R)-متیل لاکتات تمرکز می‌کنند.
آنتی‌بیوتیک‌های کارباپنم نیز با استفاده از هیدروژنه‌کردن نامتقارن نویوری از طریق (2S،3R)-متیل ۲-(بنزآمیدومتیل)-۳-هیدروکسی‌بوتانوئات تهیه می‌شود که خود از متیل ۲-(بنزامیدومتیل)-۳-اکسوبوتانوئات راسمیک با dynamic kinetic resolution سنتز می‌شود.
داروی ضدروان‌پریشی BMS 181100 با استفاده از کاتالیزور BINAP/diamine-Ru سنتز می‌شود.